# A fairy tale suite
A fairy tale suite (sprookjessuite) is een compositie van Frank Bridge uit september en oktober 1917. Bridge zou naar aanleiding van de Eerste Wereldoorlog een aantal werken schrijven, die op die oorlog teruggreep. Klaaglied voor Catherine is zo'n werk. Bridges stijl zou navenant wijzigen. In deze suite is daarvan nauwelijks iets merkbaar. De vier delen wisselen elkaar af voor wat betreft stijl, maar van dreiging of somberheid is geen sprake; het lijkt er eerder op dat de pacifist aan die oorlog probeerde te ontsnappen. Alleen het tweede deel "The ogre" klinkt wat duister, maar de overige delen klinken licht.

## Delen
- The princess (de prinses): Allegretto con moto
- The ogre (de oger): Allegro deciso
- The spell (de ban): Adagio e sostenuto
- The prince (de prins): Allegro giocoso

## Discografie
- Uitgave Naxos: Ashley Wass in 2005